# جويل دي أوليفيرا مونتيرو
جويل دي أوليفيرا مونتيرو (بالبرتغالية: Joel de Oliveira Monteiro‏) الشهير باسم جويل (1 مايو 1904 في ريو دي جانيرو ، البرازيل – 6 أبريل 1990) لاعب كرة قدم برازيلي راحل كان يجيد اللعب في مركز حارس مرمى . لعب طوال مسيرته الرياضية في نادي أمريكا . شارك مع منتخب البرازيل في بطولة كأس العالم لكرة القدم 1930 التي أقيمت في الأوروغواي وخرج من الدور الأول .

## روابط خارجية
- جويل دي أوليفيرا مونتيرو على موقع الاتحاد الدولي (مؤرشف)  (الإنجليزية)
- جويل دي أوليفيرا مونتيرو على موقع قاعدة بيانات كرة القدم.إي يو (الإنجليزية)